# Îngerul Alb
Îngerul Alb (în sârbă Бели анђео, cu alfabetul latin: Beli anđeo) este un detaliu al uneia din cele mai renumite fresce din Serbia, aflată la Mănăstirea Mileševa.
În data de 23 iulie 1962 un semnal cu Îngerul Alb a fost primul mesaj de televiziune prin satelit transmis din Europa în Statele Unite ale Americii, ca simbol de pace și civilizație.